# Buck Kartalian
Vahe Kartalian, detto Buck (Detroit, 13 agosto 1922 – Mission Hills, 24 maggio 2016), è stato un attore statunitense.

## Filmografia parziale

### Cinema
- La nave matta di Mister Roberts (Mister Roberts), regia di John Ford e Mervyn LeRoy (1955)
- Nick mano fredda (Cool Hand Luke), regia di Stuart Rosenberg (1967)
- Il pianeta delle scimmie (Planet of the Apes), regia di Franklin J. Schaffner (1968)
- 1999: conquista della Terra (Conquest of the Planet of the Apes), regia di J. Lee Thompson (1972)
- Il texano dagli occhi di ghiaccio (The Outlaw Josey Wales), regia di Clint Eastwood (1976)
- The Rock, regia di Michael Bay (1996)

### Televisione
- The Gallant Men – serie TV, episodio 1x07 (1962)
- Sotto accusa (Arrest and Trial) – serie TV, episodio 1x09 (1963)
- Arrivano le spose (Here Come the Brides) – serie TV, 6 episodi (1968-1969)